# Georg Blohm (Politiker)
Georg Blohm, auch Jürgen Blohm, (* 1. März 1733 in Lübeck; † 15. November 1798 ebenda) war ein deutscher Kaufmann, Politiker und Bürgermeister der Hansestadt Lübeck.

## Biografie

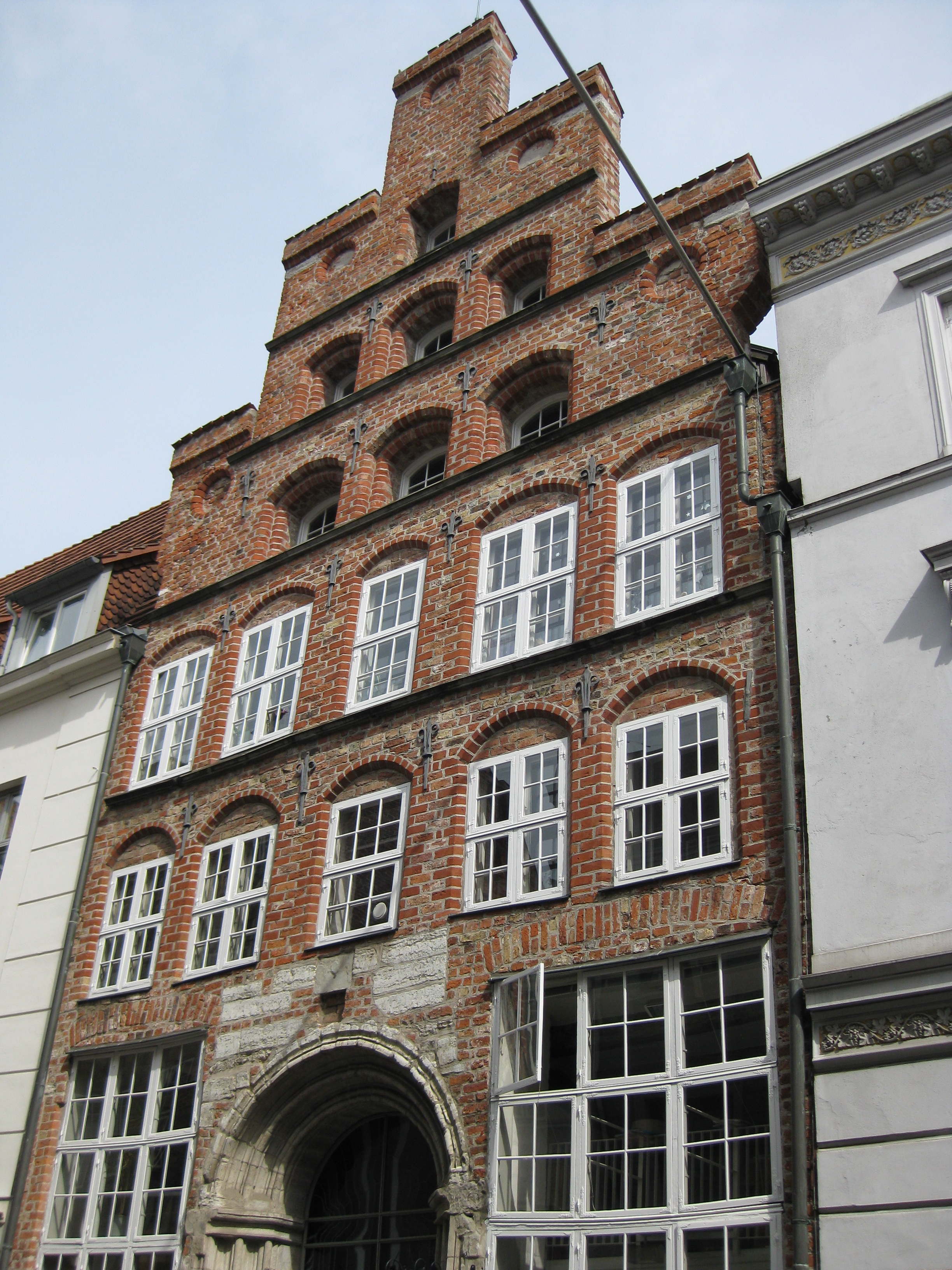
Haus Mengstraße 64 (erbaut um 1544)

Blohm stammte aus einer seit 1619 in Lübeck nachgewiesenen Familie. Sein Vater war der Brauer und Rigafahrer Christian Levin Blohm und hatte für die Familie den Aufstieg vom Handwerker zum Fernhandelskaufmann vollzogen. Sein Sohn wurde von ihm in die Geschäfte eingeführt und auf längere Auslandsreisen nach Schweden, Livland, Kurland und Russland geschickt. Mit 27 Jahren heiratete Georg Blohm in die Kaufmannsfamilie Kröger ein und übernahm gemeinsam mit der Witwe das Handelsgeschäft seines verstorbenen Schwiegervaters. Als Geschäftssitz erwarb er das Haus Mengstraße 64. Georg Blohm gehörte als Kaufmann der Korporation der Bergenfahrer an. Er wurde im Jahr 1773 in den Rat der Stadt gewählt und 1792 von diesem zum Bürgermeister bestimmt.
Sein Sohn gleichen Namens wurde Postmeister (1817) in Lübeck.

## Belege
1. ↑  siehe: Postgeschichte und Briefmarken Lübecks
2. ↑  Sein gleichnamiger Sohn war ein in Lübeck angesehener Kaufmann und Mäzen, der Blohm-&-Voss-Gründer Hermann Blohm war sein Enkel.

| Personendaten    | Personendaten                                                         |
| ---------------- | --------------------------------------------------------------------- |
| NAME             | Blohm, Georg                                                          |
| ALTERNATIVNAMEN  | Blohm, Jürgen                                                         |
| KURZBESCHREIBUNG | deutscher Kaufmann, Politiker und Bürgermeister der Hansestadt Lübeck |
| GEBURTSDATUM     | 1. März 1733                                                          |
| GEBURTSORT       | Lübeck                                                                |
| STERBEDATUM      | 15. November 1798                                                     |
| STERBEORT        | Lübeck                                                                |